# Musée de la mode (Montréal)
 (avril 2024).
Le Musée de la mode (appelé Musée du costume et du textile du Québec jusqu'en avril 2016) est un musée situé à Montréal au Québec (Canada). Le costume, le textile et la fibre sont le thème principal de la collection et des expositions de l'institution muséale. Les expositions et les activités qu'ils organisent visent à faire connaître les trésors vestimentaire contemporains et traditionnels des quatre coins du monde ainsi que l'évolution de la mode au fil des siècles.
Le musée est fondé en 1979 et est alors hébergé dans l'immeuble patrimonial de la maison Marsil situé à Saint-Lambert en Montérégie. En 2012, le musée quitte ses locaux de la rive sud de Montréal et déménage sur l'île de Montréal dans des locaux situés dans l'édifice du Marché Bonsecours. Sa réouverture au public a lieu en avril 2013.

## Mission

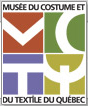
Ancien logo

Le Musée de la mode collectionne, conserve, documente, expose et interprète les objets et œuvres du patrimoine textile. Il présente, partage et diffuse ses connaissances et le fruit de ses recherches à travers des expositions, des programmes, des activités et des publications s’adressant sans distinction à des publics multiples. Enfin, le Musée de la mode se donne une mission importante d’éducation autour du patrimoine textile et de sa conservation ainsi qu’autour le la création contemporaine en art de la fibre.
Le Musée de la mode est un musée à caractère ethnologique qui exprime par sa collection et ses expositions la diversité culturelle de la société québécoise.
Ce caractère et cette approche se retrouvent dans toutes ses fonctions muséologiques de recherche, de conservation, d’éducation et de diffusion.  Sa collection et ses programmes s’inspirent de l’expérience humaine universelle à travers des thèmes qui font place à toutes formes d’expression et d’actions artistiques, éducatives, culturelles et interculturelles.  Ses actions sont destinées autant à un public large et généraliste qu’à des clientèles aux intérêts spécialisées.

## Histoire

### Les débuts à la maison Marsil

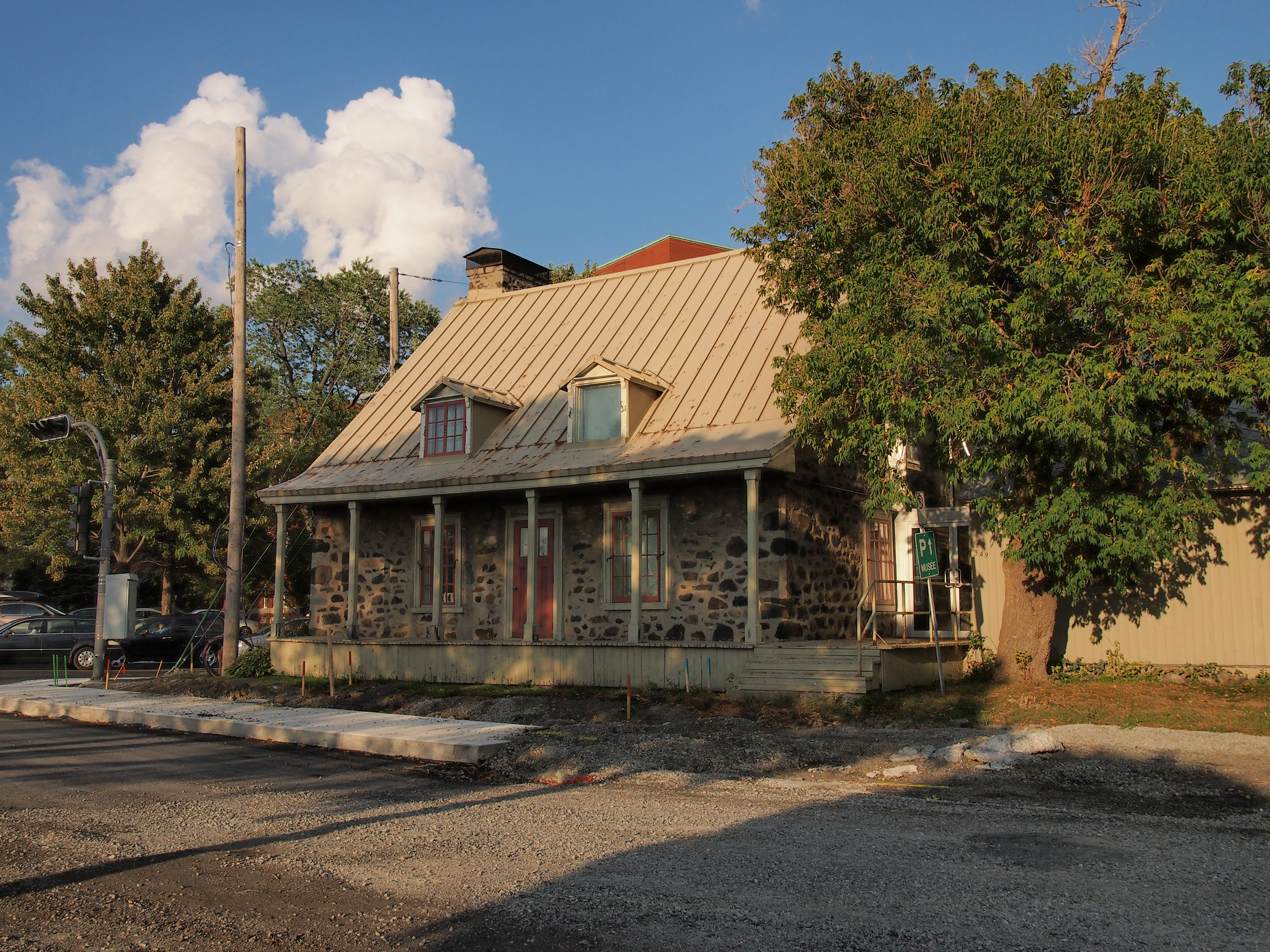
Vue de l'avant de la maison Marsil à Saint-Lambert

Le musée est fondé en 1979 sous le nom de Musée Marsil. Son nom correspondant au nom de l'édifice historique dans lequel il est hébergé, la maison Marsil, située à Saint-Lambert en Montérégie. Cette maison historique, construite vers 1750, est classée monument historique du Québec en 1974. Elle a d'abord servit de résidence jusque dans les années 1950, avant d'être abandonnée.
À la suite de son classement en 1974, elle a été rénovée à partir de 1977 grâce à l'aide financière de Pratt & Whitney Canada et la participation bénévoles de plusieurs employés de cette entreprise. Le musée ouvre ses portes au public en 1979, ce qui permet alors d'enrichir la vie culturelle de la région de Longueuil,. En 1987, le Musée de la mode obtient son accréditation du Ministère de la Culture, des Communications et de la Condition féminine du Québec.
Le musée redéfinit sa vocation en 1993 et recentre la thématique principale de ses expositions sur le costume, le textile et la fibre. Cette thématique correspond aussi à l'axe de développement de la collection permanente du musée depuis sa fondation. En 2006, à la suite d'une réflexion concernant son développement et pour mieux affirmer sa vocation, le musée prend la nouvelle dénomination de Musée de la mode. Le rôle du Musée de la mode est de faire apprécier le textile et de faire valoir son importance comme reflet d'une société, d'une culture et comme moyens d'expression artistique. Le musée exprime par sa collection, la diversité culturelle de la société québécoise.

### Déménagement à Montréal
Lors de l'évènement de la Semaine de mode de Montréal du printemps de 2009, le président du musée annonce que l'organisme est à la recherche d'un nouveau lieu d'exposition, le choix privilégié par le musée étant de déménager sur le territoire de Montréal dans l'édifice de la bibliothèque Saint-Sulpice. Le projet du musée est motivé par le fait que le musée est à la recherche d'un local plus adéquat pour tenir ses expositions, une condition essentielle à la continuité du soutien financier du gouvernement du Québec. Les relations difficiles qui existent entre l'organisme et la ville de Saint-Lambert qui ne soutient plus le musée sur le plan financier depuis 2009 ont aussi influé sur la décision.
En juillet 2010, le musée précise son projet et affirme son désir d'afficher une nouvelle mission, soit de devenir un « carrefour muséal de la mode » en s'alliant avec d'autres intervenants culturels de Montréal. Le musée devra cependant chercher un autre lieu que la bibliothèque Saint-Sulpice, l'édifice ayant trouvé une nouvelle vocation.

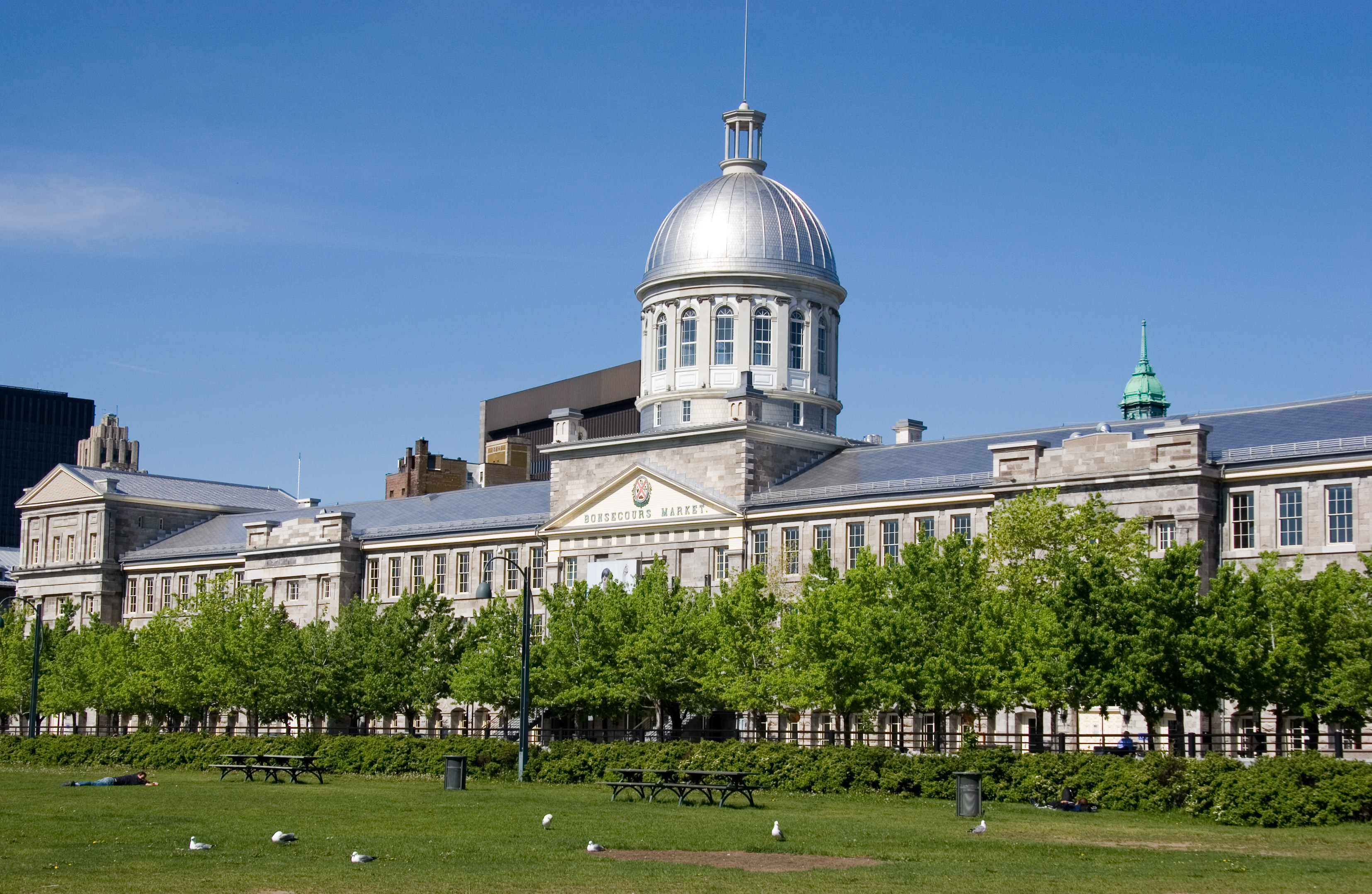
Le marché Bonsecours vue du Vieux-Port

Finalement, le 19 juin 2012, le musée annonce qu'il a trouvé un nouveau toit et qu'il déménage au marché Bonsecours dans le Vieux-Montréal. Les nouveaux locaux du musée lui permettent d'avoir accès à 3 000 pieds carrées d'espace pour ses services administratifs et ses expositions en comparaison des 950 pieds carrées d'espace de la maison Marsil. Pendant l'été et l'automne 2012, les employés du musée réalisent le déménagement des services administratifs du musée et la première exposition dans les nouveaux locaux étant prévue pour janvier 2013.
Finalement, après neuf mois pour réaliser les travaux liés au déménagement, la réouverture du musée a lieu le 19 avril 2013 avec une exposition intitulée Tapis Rouge qui présente certaines pièces majeures de la collection du musée dont l'origine remonte à 1880 ainsi que des œuvres de designer québécois contemporain dont le thème est la coquetterie féminine.
En avril 2016, afin de mieux refléter sa vocation, le Musée du costume et du textile du Québec devient le Musée de la mode de Montréal.

### Le Musée McCord et le Musée de la mode fusionnent
Le 23 janvier 2018, le Musée McCord et le Musée de la mode annoncent leur fusion.
Partageant une mission commune de préservation et de mise en valeur du costume, de la mode et des textiles québécois et canadiens, les deux institutions ont décidé de s’unir pour se donner les moyens de leurs ambitions muséales.

### Fermeture
Le Musée de la mode, officiellement fermé depuis le 31 décembre 2017, devient ainsi le Musée McCord Stewart. Sa collection de plus de 7 000 costumes, accessoires et textiles vient enrichir celle du Musée McCord qui en comprend plus de 20 000 de natures similaires.

## Collection
La collection, qui comprend 7 500 artefacts, est constituée majoritairement de costumes d'hommes, de femmes et d'enfants et d'accessoires vestimentaires datant du XIXe et du XXe siècles. Son champ d'intérêt, récemment élargi, comprend aussi les vêtements ethniques. La collection est hébergée dans les réserves muséales du musée McCord. Le musée traite du costume, du textile et de la fibre dans des contextes historique, multiculturel et contemporain.  Les expositions temporaires permettent aux visiteurs de découvrir des sujets tels que la mode contemporaine et historique, le textile traditionnel, les usages vestimentaires des différentes cultures et l'art actuel en fibre.

## Expositions
Depuis son déménagement au marché Bonsecours, le Musée de la mode a organisé plusieurs expositions.
- Tapis rouge : la mode au musée, du 19 avril au 6 octobre 2013
- Art textile : entre combat et douceur, du 25 octobre 2013 au 23 février 2014
- Nuits blanches, du 7 mars au 25 mai 2014
- Totalement maille ! du 20 juin au 12 octobre 2014
- Chic & choc, du 6 novembre 2014 au 18 avril 2015
- Leitmotifs, du 15 mai au 25 octobre 2015
- Parcours d'une élégante, du 20 novembre 2015 au 28 août 2016
- Fréquence bleue, du 23 septembre 2016 au 9 avril 2017
- Pignon sur rue à Montréal - Acteurs de l'industrie de la mode de 1845 à nos jours, du 5 mai au 30 décembre 2017